# Ёвва (приток Вашки)
Ёвва — река в России, протекает в Удорском районе Республики Коми. Устье реки находится в 250 км по правому берегу реки Вашка. Длина реки составляет 123 км, площадь водосборного бассейна — 1050 км².

## Данные водного реестра
По данным государственного водного реестра России относится к Двинско-Печорскому бассейновому округу, водохозяйственный участок реки — Мезень от истока до водомерного поста у деревни Малонисогорская. Речной бассейн реки — Мезень.
Код объекта в государственном водном реестре — 03030000112103000047207.

### Притоки
(км от устья)
- 8 км: ручей Дин-Ёль
- 22 км: ручей Тыла-Ёль
- 33 км: река Суббач
- 40 км: река Вежаю
- 74 км: река Мырыч
- 110 км: река без названия